# Challenger Series - Indian Wells 2019
Le Challenger Series - Indian Wells 2019, note come Oracle Challenger Series - Indian Wells 2019 per motivi di sponsorizzazione, sono state un torneo di tennis giocato su campi in cemento. 
È stata la seconda edizione del torneo, che faceva parte del WTA Challenger Tour 2019 femminile e ATP Challenger Tour 2019 maschile. Il torneo si è giocato all'Indian Wells Tennis Garden di Indian Wells dal 25 febbraio al 3 marzo 2019.

## Partecipanti

### Torneo maschile

#### Teste di serie
| Nazionalità   | Giocatrice        | Ranking* | Testa di serie |
| ------------- | ----------------- | -------- | -------------- |
| Regno Unito   | Kyle Edmund       | 28       | 1              |
| Serbia        | Filip Krajinović  | 77       | 2              |
| Moldavia      | Radu Albot        | 82       | 3              |
| Russia        | Evgenij Donskoj   | 96       | 4              |
| Sudafrica     | Lloyd Harris      | 98       | 5              |
| Uzbekistan    | Denis Istomin     | 102      | 6              |
| Russia        | Andrey Rublev     | 115      | 7              |
| Germania      | Yannick Maden     | 116      | 8              |
| Stati Uniti   | Jared Donaldson   | 120      | 9              |
| Svizzera      | Henri Laaksonen   | 121      | 10             |
| Canada        | Peter Polansky    | 122      | 11             |
| Serbia        | Miomir Kecmanović | 125      | 12             |
| Australia     | Alex Bolt         | 129      | 13             |
| Taipei cinese | Jason Jung        | 131      | 14             |
| Slovacchia    | Lukáš Lacko       | 133      | 15             |
| Rep. Ceca     | Lukáš Rosol       | 138      | 16             |

- 1 Rankings al 18 febbraio 2019.[1]

### Torneo femminile

#### Teste di serie
| Nazionalità | Giocatrice          | Ranking* | Testa di serie |
| ----------- | ------------------- | -------- | -------------- |
| Cina        | Wang Qiang          | 18       | 1              |
| Stati Uniti | Alison Riske        | 51       | 2              |
| Bielorussia | Vera Lapko          | 60       | 3              |
| Francia     | Kristina Mladenovic | 67       | 4              |
| Russia      | Evgeniya Rodina     | 71       | 5              |
| Spagna      | Sara Sorribes Tormo | 76       | 6              |
| Estonia     | Kaia Kanepi         | 84       | 7              |
| Rep. Ceca   | Kristýna Plíšková   | 90       | 8              |
| Stati Uniti | Taylor Townsend     | 91       | 9              |
| Stati Uniti | Jessica Pegula      | 92       | 10             |
| Kazakistan  | Zarina Diyas        | 94       | 11             |
| Stati Uniti | Madison Brengle     | 95       | 12             |
| Lussemburgo | Mandy Minella       | 99       | 13             |
| Svizzera    | Viktorija Golubic   | 101      | 14             |
| Cina        | Zhu Lin             | 107      | 15             |
| Romania     | Sorana Cîrstea      | 108      | 16             |

* Ranking al 18 febbraio 2019.

#### Altre partecipanti
Le seguenti giocatrici hanno ricevuto una wildcard per il tabellone principale:
- Cori Gauff
- Jamie Loeb
- Caty McNally
- Katie Volynets
- Wang Qiang

Le seguenti giocatrici sono passate dalle qualificazioni:
- Kayla Day
- Ena Shibahara

## Punti e montepremi
| Torneo              | Torneo              | V      | F      | SF    | QF    | 3T    | 2T    | 1T    | Q | Q1  |
| Singolare femminile | Punti               | 160    | 95     | 57    | 29    | 15    | 8     | 1     | 4 | 1   |
| Singolare femminile | Premi in denaro ($) | 24,000 | 13,500 | 7,530 | 4,875 | 2,580 | 1,575 | 1,130 | 0 | 450 |
| Doppio femminile    | Punti               | 160    | 95     | 57    | 29    | -     | -     | 1     | – | –   |
| Doppio femminile    | Premi in denaro ($) | 8,000  | 4,000  | 2,000 | 1,000 | -     | -     | 700   | – | –   |

## Campioni

### Singolare maschile
Kyle Edmund ha sconfitto in finale  Andrey Rublev con il punteggio di 6–3, 6–2

### Singolare femminile
Viktorija Golubic ha sconfitto in finale  Jennifer Brady con il punteggio di 3–6, 7–5, 6–3.

### Doppio maschile
JC Aragone /  Marcos Giron hanno sconfitto in finale  Darian King /  Hunter Reese con il punteggio di 6–4, 6–4

### Doppio femminile
Kristýna Plíšková /  Evgeniya Rodina hanno sconfitto in finale  Taylor Townsend /  Yanina Wickmayer con il punteggio di 7–6(7), 6–4.